# Volo Aero Trasporti Italiani 12

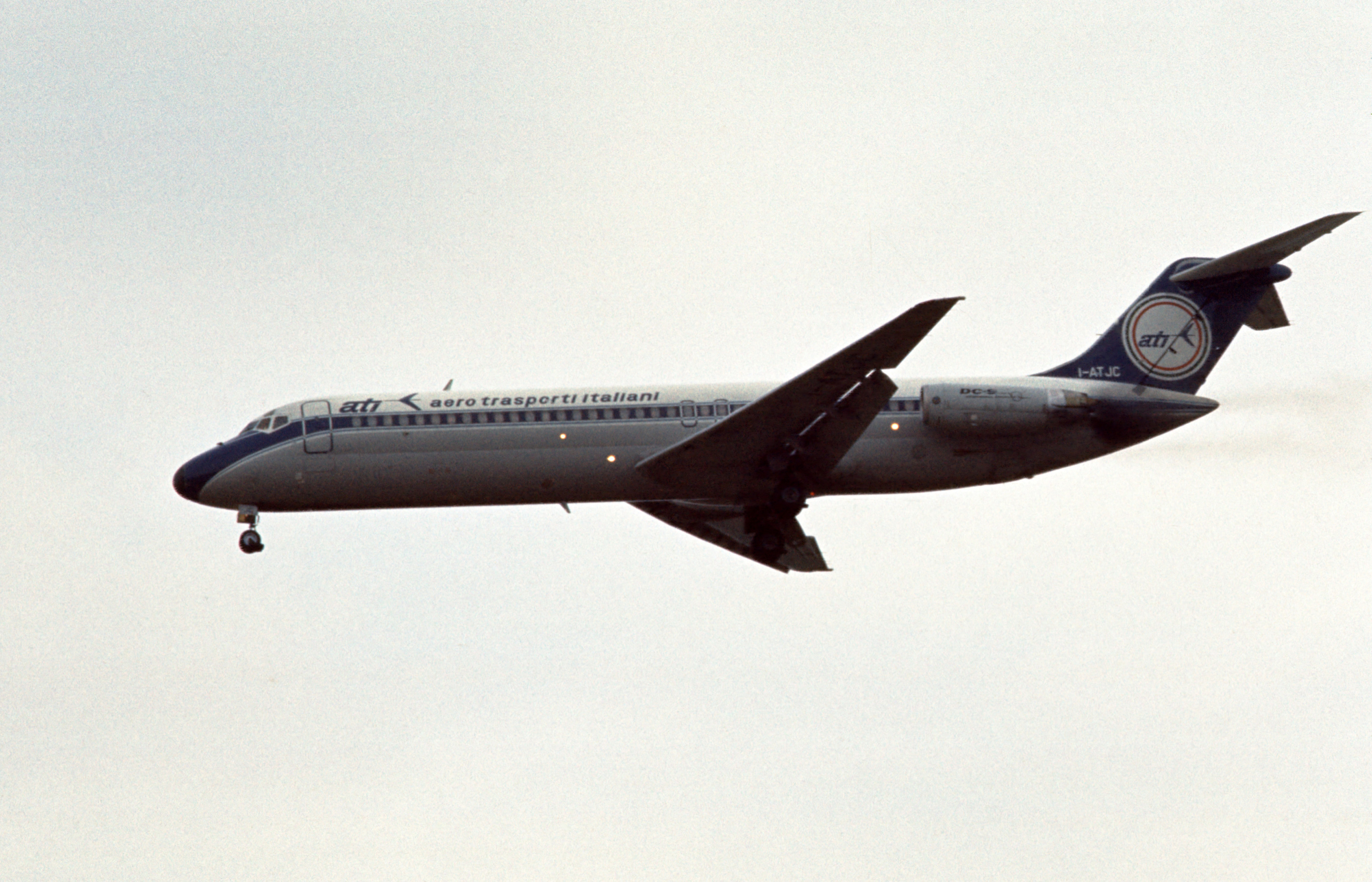
Il DC-9 I-ATJC dell' ATI precipitato a Capoterra nella notte tra il 13 ed il 14 settembre 1979, qui fotografato in atterraggio a Torino Caselle nel febbraio 1977.

Il Volo Aero Trasporti Italiani 12 (BM-PT 012) era una tratta di linea regionale tra gli aeroporti di Alghero-Fertilia e Cagliari-Elmas.
Alle ore 00:47 del 14 settembre 1979, il DC-9 che operava il volo scomparve dai radar dei controllori di volo, e si schiantò presso la cresta di un costone roccioso a circa 600 m s.l.m., nei pressi dei monti circostanti Capoterra, nell'hinterland di Cagliari, mentre si accingeva a completare le manovre di avvicinamento all'aeroporto di Cagliari-Elmas. Nell'incidente persero la vita tutte le 31 persone che erano a bordo: i 4 membri dell'equipaggio ed i 27 passeggeri, dei quali nove erano diretti a Cagliari, mentre gli altri avrebbero dovuto proseguire per Roma. L'incidente è noto anche come disastro aereo di Capoterra ed è tuttora la sciagura aerea più grave che abbia interessato l'Aeroporto di Cagliari-Elmas. La commissione d'indagine appurò che l'aereo si schiantò a seguito di un'approssimativa ed erronea traiettoria di avvicinamento all'aeroporto.

## L'aereo
Costruito dalla californiana McDonnell Douglas, l'aereo precipitato era un DC-9-32,  con marche I-ATJC (c/n 47667 e msn 766), in servizio alla compagnia Aero Trasporti Italiani (ATI), con capacità 120 posti, ed era stato consegnato all'ATI il 22 febbraio 1975. Aveva prestato servizio per poco più di 10 000 ore di volo, effettuate in circa 4 anni e mezzo. Era utilizzato sia per il trasporto postale che passeggeri.

## L'incidente
L'aereo, decollato alle ore 23:50 dall'aeroporto di Alghero-Fertilia, era diretto allo scalo nazionale di Cagliari-Elmas e poi avrebbe dovuto proseguire la sua rotta per Roma-Fiumicino; alla condotta del velivolo si trovava il Comandante Salvatore Pennacchio, trentaseienne originario di Santa Maria Capua Vetere (CE), mentre il pilota Alberto Mercurelli, romano, prestava la propria assistenza ed assicurava le comunicazioni radio; altri membri dell'equipaggio erano il tecnico di volo Felice Guadagno e l'assistente di cabina Rolando Fiasca, di recente tornato in servizio dopo il congedo matrimoniale.
Dopo circa 10 minuti di volo l'aeromobile entrava in contatto radio con il controllore di volo di Decimomannu e riceveva il bollettino meteorologico. Dopo l'avvenuta identificazione del velivolo sullo schermo radar, la torre di controllo autorizzava il volo 012 a dirigersi verso Cagliari, scendendo all'altitudine di transizione di 6 000 piedi (1 800 m). Dalle conversazioni registrate dal CVR (Cockpit Voice Recorder) si evince che in quel momento i piloti si trovavano di fronte a un grosso fronte di cumulonembi e che non intendevano attraversarli.
I piloti, senza comunicare la propria posizione ma facendo presente che si trovavano sotto radar, cioè visibili dal controllo, chiedevano l'autorizzazione ad effettuare una virata di 360° per abbassare la loro quota altimetrica ed evitare il fronte dei cumulo-nembi: il pilota Mercurelli, infatti, comunicava: "...vorremmo fare dalla presente posizione un 360 a sinistra e raggiungere quote inferiori, se autorizzate...onde evitare un fronte, qui davanti, grossi cumuli-nembi".
In un primo momento la torre di controllo autorizzava, poiché non era presente altro traffico aereo "...va bene, nessun traffico...", ma alla successiva comunicazione del pilota che affermava di essere in procinto di lasciare quota 7 500 piedi (2 300 m) per scendere fino a quota 6 000 piedi (1 800 m), il controllore chiedeva ai piloti se fossero in contatto visivo col suolo ("Ground-contact?"). A tale richiesta l'aereo dell'Ati rispose di non essere a contatto e di rispettare quindi il livello di transizione, cioè non vedendo il suolo o il mare i piloti si abbassarono soltanto entro il limite comunicato di 6 000 piedi.
A maggior chiarimento del loro intervento, il controllore di volo precisò il motivo per cui l'aereo non era autorizzato a lasciare i 6000 per i 3 000 piedi (910 m) affermando che, con la virata a sinistra, il DC-9 sarebbe entrato in un settore di minima altitudine sul suolo di 4 500 piedi (1 400 m) ("...ok, perché virando a sinistra poi entra nel settore dove la minima è 4500").
L'aeromobile confermò che avrebbe mantenuto la quota di 6 000 piedi; circa un minuto più tardi i piloti comunicavano di lasciare i 6 000 piedi per scendere a 3000, poiché erano entrati a contatto visivo col suolo: le testuali parole del Comandante Pennacchio al co-pilota furono infatti "...comunica ground-contact...da questa parte è libera...", e il servizio di avvicinamento di Decimomannu ne prendeva atto.
I piloti, peraltro, per motivi mai chiariti, non completavano la prevista virata di 360°, corrispondente ad una prua di 170°, e determinavano invece una prua di 225°. Dopo circa un minuto e mezzo, i piloti del volo 012 comunicavano di aver raggiunto i 3000 piedi e venivano autorizzati alla procedura finale, rispetto alla quale i piloti si premuravano di far presente al controllo che avrebbero lasciato i 3000 piedi leggermente a destra rispetto al beacon. Pochi istanti più tardi la torre di controllo segnalava al DC-9 che lo stesso si trovava “un po' spostato ad ovest dell'aeroporto”. I piloti risposero d'esserne al corrente e di osservare tale condotta per evitare le già ricordate formazioni temporalesche.
Poco dopo i piloti comunicavano di iniziare la virata ("...vira inbound la 0-12...") ed il controllore di volo intervenne per l'ultima volta chiedendo ai piloti di richiamare "col campo in vista". Il Comandante Pennacchio, in questa fase del volo, convinto, probabilmente, di sorvolare il mare, ravvisò un malfunzionamento del radioaltimetro e lo spense. Seguiva una breve conversazione di cabina, nel corso della quale i piloti dimostravano un'assoluta incertezza circa la
loro posizione (Comandante: "...mo mi mantengo un po' sul mare, no?" Pilota "...ma qua stiamo già su terra, però eh!..." Comandante "...il mare...si...no...ma è avanti il mare...tutto mare davanti a noi..."). In definitiva, durante l'avvicinamento allo scalo cagliaritano i piloti, a causa delle condizioni meteoclimatiche avverse e della scarsissima visibilità, persero del tutto l'orientamento.
Dalla trascrizione delle conversazioni di cabina registrate dalla scatola nera, appare evidente che i due piloti non ebbero il tempo di accorgersi dell'errore: pochi secondi prima dell'impatto, il comandante Pennacchio chiese infatti al co-pilota Mercurelli di abbassare il carrello ("metti il carrello, vai"). Un minuto e mezzo circa dopo l'ultimo contatto radio con la torre di controllo l'aeromobile, dopo aver strisciato con la coda della fusoliera su una cresta rocciosa, andava a schiantarsi, 27 minuti dopo il suo decollo, sulla cima del monte Conca d'Oru, ad una quota di circa 2000 piedi non distante dagli abitati di Sarroch e di Capoterra e ad alcuni chilometri dalla pista dell'aeroporto. Una grande palla di fuoco si erse in quel luogo impervio e fu visibile a grande distanza unitamente al grande boato che si udì in quel momento. I rottami del velivolo, peraltro in parte tuttora presenti nel luogo dell'incidente, sono sparsi in un pendio boscoso e assai impervio di circa 500 metri.

## I soccorsi
Nonostante alcuni elicotteri si fossero levati presto in volo alla ricerca di eventuali superstiti, i soccorsi furono lenti ed ardui per via del luogo impervio e senza vie d'accesso. Si tratta infatti di un luogo boscoso raggiungibile a piedi seguendo un irto sentiero in mezzo ad una folta macchia mediterranea. Complici pioggia e nebbia, i soccorritori arrivarono il mattino seguente e la loro opera fu vana. Tutti gli occupanti dell'aereo morirono sul colpo.

## Le vittime
Equipaggio:
- Comandante Salvatore Pennacchio
- Pilota Alberto Mercurelli
- Tecnico di bordo Felice Guadagno
- Assistente Rolando Fiasca.

Passeggeri:
- Sergio Altieri
- Monica Ardisson
- Glauco Bandilli
- Guido Brusa
- Vincenzo Cagnazzo
- Francesco Cinti
- Nino Conciadori
- Carla Corsini
- Andrea Del Giudice
- Roberto Evangelisti
- Marcello Giordani
- Salvatore Ingrosso
- Lorenzo Mandoi
- Gaetano Mazza
- Arturo Muselli
- Ennio Palumbo
- Rino Pazzi
- Rita Peana
- Gavino Pirastru
- Carlo Puddu
- Marco Puddu
- Francesca Atzori
- Maria Vittoria Ricci Andreazzoli
- Maria Grazia(figlia della persona sopra citata)
- Benedetta Russo
- Gianni Ticca
- Roberto Usai.

Le esequie si svolsero nella Basilica di Nostra Signora di Bonaria, nel capoluogo sardo, alla presenza di oltre ventimila cagliaritani. Parti del relitto ed in particolare gli impennaggi di coda, il carrello, parte della fusoliera, almeno un portellone d'accesso etc. non furono mai portati via e, nonostante richieste di ripristino ambientale da parte delle autorità, sono tuttora presenti sul luogo del disastro ancora in buono stato di conservazione.

## Le responsabilità

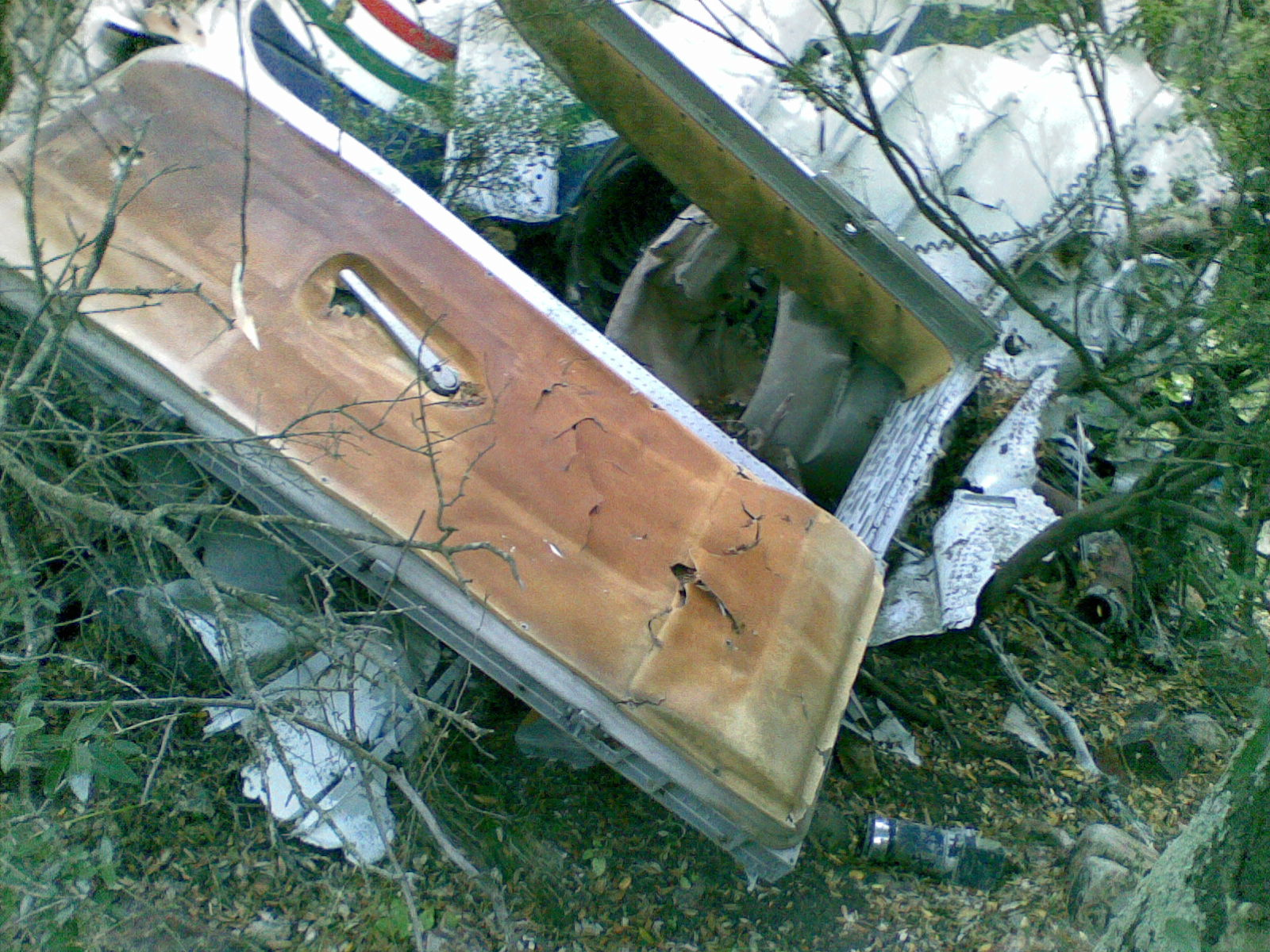
Portellone di accesso al DC-9 precipitato.

Le risultanze della perizia tecnica avviata a seguito del disastro aereo consentivano di accertare, attraverso la ricostruzione della traiettoria di volo sino all'impatto e l'interpretazione delle conversazioni tra piloti e torre di controllo, che l'aeromobile si era allontanato significativamente dalla rotta nominale di avvicinamento all'aeroporto, facendo ingresso in settori di minime altitudini, che in rapporto alla quota dal velivolo tenuta, non avrebbero potuto essere sorvolati: e tutto ciò era stato possibile non solo per l'imprudente condotta dei piloti, ma anche per il mancato intervento del controllore di volo.
In seguito al disastro, di cui la causa apparve subito chiara, i piloti ed il controllore del traffico aereo furono ritenuti negligenti: i primi per aver commesso un errore così grossolano, il secondo per aver autorizzato un avvicinamento a vista di notte.
L'ipotesi che un fulmine avesse colpito l'aereo in fase di atterraggio determinandone lo schianto, fu subito abbandonata poiché dall'indagine, ed in particolare dalle registrazioni della scatola nera, emersero gli errori commessi dai piloti in quel volo, sia nelle comunicazioni tra la torre di controllo ed  i piloti, sia nella condotta stessa del volo: violando peraltro le prescrizioni della Compagnia, essi infatti non seguirono la rotta prevista, probabilmente a causa della presenza di formazioni nuvolose, omettendo di accertarsi della loro effettiva posizione per mezzo degli strumenti di bordo, né chiesero la necessaria assistenza al controllore radar della torre di controllo di Cagliari, il quale a sua volta si astenne dall'intervenire con decisione per correggere gli errori dei piloti.
Il Tribunale di Cagliari valutò il comportamento del controllore come un'omissione che concorse a causare l'evento, e perciò questi fu ritenuto penalmente responsabile. Il controllore condannato fu, in seguito, graziato dal Presidente della Repubblica in virtù della considerazione che la sentenza della Cassazione introduceva profonde innovazioni nel controllo del traffico aereo, poiché si dava per scontata l'applicazione di documenti internazionali non ancora ufficialmente entrati a far parte dell'ordinamento giuridico.

## I rottami del velivolo
Il Comune di Sarroch, con ordinanza n. 18 del 15 luglio 2013, ha invitato Alitalia Linee Aeree Italiane S.p.a a provvedere a proprie spese alla rimozione e smaltimento di tutti i rifiuti abbandonati in località "Conca d'Oru". Alitalia ha impugnato l'ordinanza al Tribunale amministrativo regionale, che tuttavia, con sentenza n. 198 del 21 gennaio 2015, ha respinto il ricorso.
La compagnia aerea in particolare contestava: la mancata comunicazione di avvio del procedimento; che l'Amministrazione comunale non avesse verificato che i rottami oggetto dell'ordinanza fossero riconducibili a quelli residuati dall'esito dell'incidente aereo; che il velivolo era comunque di proprietà dell'ATI, quindi non sarebbe stato chiaro perché “della rimozione di questi rifiuti dovrebbe rispondere Alitalia”; che la rimozione dei rifiuti fosse compito dei proprietari dei terreni.
Il Tribunale amministrativo di Cagliari ha osservato, in primo luogo, che per il Codice ambientale ciò che prima di tutto rileva è il soggetto che ha compiuto l'atto di abbandono dei rifiuti sul suolo. Stante il fatto che la compagnia ATI è stata sottoposta a procedura di fusione mediante incorporazione in Alitalia s.p.a. dal 1994, quest'ultima è succeduta nei relativi rapporti attivi e passivi, dovendosi annoverare tra questi ultimi anche le connesse responsabilità in ordine allo smaltimento dei rottami dell'incidente aereo in argomento. E che i rottami in località "Conca d'Oru" appartengono al velivolo precipitato nella notte del 14 settembre 1979 costituisce "un fatto notorio indubitabile ed incontestabile".
In secondo luogo, il TAR ha evidenziato che il dovere di diligenza che fa capo al titolare di un fondo non può arrivare al punto di richiedere una costante vigilanza, da esercitarsi giorno e notte, per impedire ad estranei di invadere l'area e di abbandonarvi i rifiuti e che ai titolari del diritto di proprietà dell'area su cui insistono i rottami, non è in alcun modo soggettivamente imputabile l'evento che ha dato luogo all'incidente aeronautico in questione.